# Mi Bachata Legendaria
Mi Bachata Legendaria es el noveno álbum de estudio grabado por el cantautor dominicano Ramón Torres, lanzado el 4 de diciembre de 2020. Este álbum cuenta con 16 temas musicales compuestos por el mismo intérprete que a su vez también fue parte de la composición musical y del sonido de las canciones que forman parte de este álbum. 
A solo un mes de su lanzamiento se posicionó en lo más escuchado en itunes logrando obtener 3 canciones calificadas con una estrella como la canción más reproducida dentro del álbum. 

## Lista de canciones
| N.º | Título                        | Duración |  |
| 1.  | «Para Limpiar La Conciencia»  | 3:23     |  |
| 2.  | «Marilin»                     | 2:52     |  |
| 3.  | «Me Tienes Amarrado»          | 2:28     |  |
| 4.  | «Los Papeles»                 | 2:36     |  |
| 5.  | «Que SI O Que No»             | 3:24     |  |
| 6.  | «Sigue Bacilando»             | 4:10     |  |
| 7.  | «Contigo Hasta El Final»      | 3:30     |  |
| 8.  | «Me Muero De Amor»            | 2:52     |  |
| 9.  | «La Segunda Carta»            | 3:01     |  |
| 10. | «Mi Gran Secreto»             | 3:30     |  |
| 11. | «Me Siento Dichoso»           | 2:59     |  |
| 12. | «Amor Liberar»                | 3:52     |  |
| 13. | «Quiero Saber Que Es El Amor» | 3:55     |  |
| 14. | «No La Dejo Que Querer»       | 3:41     |  |
| 15. | «Que Viva Nuestro Amor»       | 3:27     |  |
| 16. | «De Ti No Puedo Dudar»        | 2:56     |  |